# La Swija
La Swija est un groupe de hip-hop français, originaire de Marseille, dans les Bouches-du-Rhône. Formé en 1999, il se compose de trois rappeurs (Diego Moltissanti, El Sarazino et Mistral), et est produit par le label discographique Street Skillz à partir de l'année 2004. Des apparitions sur plusieurs compilations de rappeurs marseillais leur procurent une notoriété au niveau local, ce qui leur permet de rencontrer des artistes tels que les Psy4 de la rime ou encore Soprano. Ils sont les « petits frères » du groupe Les Psy4 de la Rime.

## Biographie
Le groupe est formé concrètement en 1999. Le nom du groupe La Swija s'inspire d'un mot qui vient de la langue arabe donné à un fusil à deux canons superposés. « Pourquoi un fusil ? Parce qu’on nous disait que la parole était la seule arme qu’on a pour se défendre dans la musique, donc pourquoi ne pas être équipé à l’occasion! » Diego Moltissanti, de son vrai nom Djamal M'Roumbaba, est le petit frère du rappeur Soprano.
En 2000, ils commencent les mixtapes et les concerts dans les quartiers de Marseille et ses banlieues.
En juin 2004, le groupe publie son premier album intitulé Des racines et des ailes. En 2009, le groupe effectue un aller-retour entre Marseille et Quimper pour un concert à la MPT de Penhars. Toujours en 2009, ils font un featuring avec Rim'K et Soprano pour le titre Marseille United
En 2010, Mistral devient chanteur de ragga en prenant le surnom de Constantine Windaman' Il chante sur le morceau Sur la lune de Soprano et sur la mixtape Street Skillz vol.1.

## Discographie
- 2004 : Des racines et des ailes
- 2007 : Track One Tv
- 2008 : Track One 2
- 2009 : Au sourire levant
- 2012 : Game Over

## Clips
- 2007 : Le Rap nous adopte avec T2R, Corléone et K-rlos(LM)
- 2007 : Voilà pourquoi ?
- 2008 : Folie Folie
- 2008 : Ghetto poursuite avec Disciple, K-rlos, Linda, Fuego, Corleone
- 2008 : Il faut
- 2008 : Bienvenue
- 2008 : Malgré la galère avec Moubaraka
- 2008 : Monde de merveilles
- 2009 : La touche d'en bas
- 2009 : HLM
- 2009 : Smoke Chicha
- 2010 : Qu'une seule fois... avec la LM
- 2010 : Fais le bon Diego ft REDK
- 2010 : Bla bla bla El Sarazino (mini clip)
- 2010 : Les apparences sont trompeuses Mistral ft Lanko et Jay

### Apparitions
- 2007 : Halla Halla de Soprano
- 2007 : A la bien de Soprano
- 2007 : Ferme les yeux imagine toi de Soprano
- 2007 : On ne lâche rien de Mino
- 2010 : Darwa de Soprano
- 2010 : Crazy de Soprano
- 2011 : Dopé de Soprano
- 2011 : C'est ma life de Soprano feat. DJ Abdel
  - 2012: Chacun son histoire de Jul feat Wanted et Diego